# Miles Benjamin McSweeney

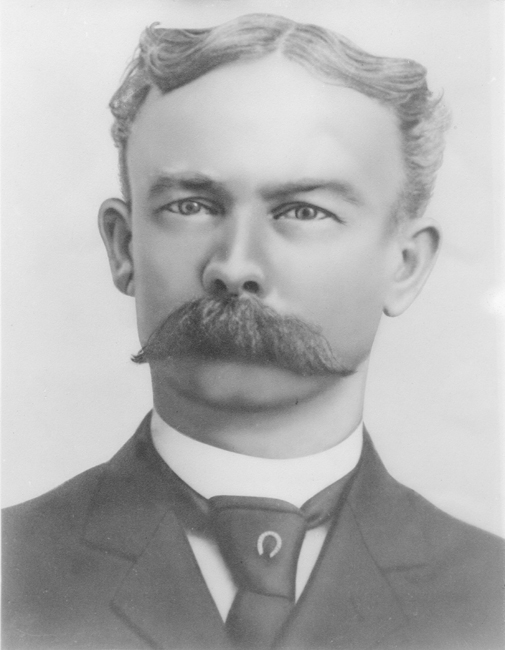
Miles Benjamin McSweeney

Miles Benjamin McSweeney (* 18. April 1855 in Charleston, South Carolina; † 4. Juli 1921 ebenda) war ein US-amerikanischer Politiker und von 1899 bis 1903 Gouverneur des Bundesstaates South Carolina.

## Frühe Jahre und politischer Aufstieg
Miles McSweeney wuchs während des Bürgerkrieges in ärmlichen Verhältnissen auf. Er absolvierte eine Lehre im Druckereigewerbe und erhielt ein Stipendium für ein Studium an der Washington and Lee University in Lexington (Virginia). Aus finanziellen Gründen konnte er das Studium nicht beenden. McSweeney versuchte sein Glück im Pressewesen und gab zunächst kleinere Zeitungen heraus. Diese waren erfolgreich und McSweeney stieg gesellschaftlich auf. Es gelang ihm sogar, Präsident der South Carolina Press Association zu werden. Außerdem war er Kurator der University of South Carolina, die damals noch South Carolina College hieß. Er war auch im „Board of Visitors“ der Militärakademie The Citadel. McSweeney bekannte sich zur Demokratischen Partei. Im Jahr 1894 wurde er in das Repräsentantenhaus von South Carolina gewählt. Ab 1897 war er Vizegouverneur seines Staates. Nach dem Tod des amtierenden Gouverneurs William Haselden Ellerbe am 2. Juni 1899, übernahm McSweeney dessen Amt. Nach Ablauf der von Ellerbe angefangenen Amtszeit wurde er am 6. November 1900 ohne Gegenkandidat wiedergewählt.

## Gouverneur von South Carolina
Als Gouverneur setzte sich McSweeney für eine Verbesserung der Schulbildung ein. In seiner Zeit fand in Charleston die Interstate-and-West-Indian-Ausstellung statt, die die Bedeutung der Stadt als wichtiger Seehafen unterstrich. Anfang Oktober 1900 gab es in Georgetown gewalttätige Ausschreitungen, die mit einem Kompromiss beendet wurden. Die letzten Tage seiner am 20. Januar 1903 endenden Amtszeit waren nochmals turbulent. Sein Vizegouverneur James Tillman, der Neffe des früheren Gouverneurs Benjamin Ryan Tillman, erschoss N.G. Gonzales, den Herausgeber der Zeitung „The State“. Bereits am 5. Januar 1903 hatte Präsident Theodore Roosevelt mit William Crum einen Afroamerikaner zum Zollinspektor im Hafen von Charleston ernannt, was im Segregationistischen South Carolina jener Tage nicht gerne gesehen wurde.

## Weiterer Lebenslauf
Aufgrund einer Verfassungsklausel konnte McSweeney 1903 nicht erneut kandidieren. Er hat dann die Zeitung „Hampton County Guardian“ herausgegeben. Er starb am 4. Juli 1921 in seiner Heimatstadt, andere Quellen geben Baltimore an.